# Jens Janse
Jens Janse (nacido el 1 de julio de 1986) es un futbolista neerlandés que juega como defensa. 
Anteriormente ha jugado para el Willem II (dónde empezó su carrera como fútbol profesional), NAC Breda, Córdoba CF, Dinamo Tbilisi y Ternana.

## Carrera

### Primeros años
Nacido en Venlo, Janse empezó a jugar fútbol con el equipo amateur MVC '19 de Maasbree, la ciudad donde creció. Más tarde, jugó para los equipos de las categorías inferiores del VVV-Venlo, el club más grande en la ciudad donde nació. Poco más tarde fue seleccionado por el PSV Eindhoven. En las categorías inferiores del PSV, empezó jugando como extremo, pero tras el consejo de su entrenador Ricardo Moniz, fue reubicado en el campo y comenzó a jugar como lateral diestro. El PSV le quiso ofrecer su primer contrato profesional en el equipo, pero debido a la presencia de Kasper Bøgelund, Michael Lamey, André Ooijer y Michael Reiziger, le recomendaron que jugase en algún otro equipo, con el que tener minutos y no frenar su progresión. El Willem II mostró su interés, y Janse decidió jugar en Tilburg.

### Willem II
Janse decidió jugar para el primer equipo del Willem II en la temporada 2005–06 estación. El 11 de enero de 2006, Janse debutó con el entrenador Kees Zwamborn en el partido contra el Heracles Almelo. El partido acabó con una derrota por 1–2 derrota para el Tricolores. Janse hizo una asistencia y le amonestaron con una tarjeta amarilla. En esta primera temporada, Janse jugó 8 partidos.
A pesar de sus buenos inicios en la Eredivisie con el Willem II, le costó bastante tiempo hasta que volvió a jugar. A pesar de que, en la temporada 2006–07 hubo un punto de inflexión en su carrera. Cuando su mayor rival en el club por la titularidad, Nuelson Wau, se lesionó, iniciando así una fantástica temporada para Janse. A menudo durante esta temporada era lo único interesante en el club, caracterizado esa temporada por el caos institucionalizado. Debido a sus buenas actuaciones en el campo con el Willem II, su compañero Wau se marchó al Roda JC.
El 24 de enero de 2009, Janse marcó su primer gol en liga en el partido contra el Feyenoord (1–1).
Janse se marchó a uno de los rivales del Willem II, el NAC Breda, el 8 de abril de 2010.

### Córdoba
El 7 de julio de 2013, Janse firmó con el Córdoba, de la Segunda División.

### Dinamo Tbilisi
El 15 de febrero de 2014, Janse firmó un contrato con el Dinamo Tbilisi.

### Ternana
El 5 de septiembre de 2014, Janse firmó un contrato con el Ternana Calcio.

### Leyton Orient
El 20 de septiembre de 2016 se anunció que Janse fichaba por el Leyton Orient hasta el final de la temporada 2016–17. Fue expulsado en su debut en el minuto 14 frente al Plymouth Argyle.